# Urobarba longicauda
Urobarba longicauda är en fjärilsart som beskrevs av W. Warren 1888. Urobarba longicauda ingår i släktet Urobarba och familjen säckspinnare. Inga underarter finns listade i Catalogue of Life.